# Maren Dölle
Maren Dölle (* 2. Februar 1981) ist eine ehemalige deutsche Basketballspielerin.

## Laufbahn
Dölles Basketballlaufbahn begann im Alter von neun Jahren beim Verein City Basket Berlin. Ihr gelang der Sprung in die deutsche Juniorenauswahl, mit der sie 1997 bei der Europameisterschaft antrat. Im Sommer 2005 nahm sie an den Weltstudierendenspielen im türkischen Izmir teil. Die 1,81 Meter messende Flügelspielerin studierte an der Freien Universität Berlin Tiermedizin, 2006 erhielt sie die Approbation als Tierärztin. Dölle, die während ihrer Basketballkarriere mehrmals von Verletzungen zurückgeworfen wurde, stieg mit den Damen der BG Zehlendorf im Jahr 2006 in die Damen-Basketball-Bundesliga auf, Dölle war Spielführerin des Meisterkaders und führte die BG anschließend auch in der höchsten deutschen Spielklasse an. Für die deutsche Damen-Nationalmannschaft bestritt sie acht Länderspiele (allesamt im Jahr 2006). In der Saison 2007/08 spielte sie für den Herner TC in der Bundesliga. 2008 schloss sie ihre Doktorarbeit im Fach Tiermedizin ab und war hernach in Berlin-Biesdorf sowie ab 2013 in Hamburg beruflich tätig.